# Kpalimé
Kpalimé (lub Palimé) – miasto w Togo, w regionie Plateaux. Położone jest przy granicy z Ghaną, około 100 km na północny zachód od stolicy kraju, Lomé. W spisie ludności z 6 listopada 2010 roku liczyło 75 084 mieszkańców. 

## Miasta partnerskie
- Bressuire, od 1990 roku[2]